# Архая Олімпія
Архая Олімпія (грец. Δήμος Αρχαίας Ολυμπίας) — місто і дім в Греції, розташоване поблизу Стародавньої Олімпії, батьківщини Олімпійських змагань і Олімпійських ігор сучасності.
Традиційне місце запалення Олімпійського вогню і початковий пункт естафети при проведенні сучасних Олімпійських ігор. Тут базуються Міжнародна олімпійська академія, Археологічний музей Олімпії, архів і фототека аерофотознімків. Розвинений туризм.

## Населення
| Рік  | Місто | Муніципалітет |
| ---- | ----- | ------------- |
| 1981 | 1 125 | —             |
| 1991 | 1 742 | 11 229        |
| 2001 | 1 475 | 11 069        |

## Міста-побратими
- Антіб, Франція
- Гроссостайм, Німеччина
- Атланта, США
- Олімпія, США
- Лагос, Нігерія